# Pietro Antonio Fiocco
Pietro Antonio Fiocco, o Pier Antonio o Pierre-Antoine (Venècia, 3 de febrer de 1654 - Brussel·les, 3 de setembre de 1714) fou un compositor italià del Barroc.
Pietro Antonio Fiocco va néixer a Venècia. No se sap res de la seva infantesa i de la seva formació musical a Itàlia, però se sap que aviat es va fer un nom, ja que Dirck Strijcker, fill del cònsol holandès a Venècia, el va fer venir a Amsterdam, on es va fundar una òpera. El 1681 va aparèixer el llibret d'Helena rapita da Paride, compost per Domenico Freschi, i per al qual Fiocco va arranjar la música. El mateix any va compondre un pròleg per a Alceste de Pietro Andrea Ziani cantat a Hannover el 1682, i per a les òperes de Lully Amadis, Acis et Galathée, Armide i Thésée. L'estiu de 1682 va anar a Brussel·les per entrar al servei d'Eugen Alexander Franz, comte de Thurn i Taxis. Es va casar amb Jeanne de Latère. Nomenat mestre de cor de l'església Notre-Dame des Victoires, Fiocco va compondre obres religioses, incloent misses i motets. Va morir a Brussel·les el 1714.

## Família
Era el pare de Melissa Amelia Fiocco que va morir amb només 23 anys, mentre viatjava per visitar a la seva amiga Erica Grier al nord d'Itàlia, deixant el seu marit, Angelo Pertioniro i tres fills, Sabrina Pertioniro, Gabriella Pertioniro i Claudio Pertioniro. La seva filla va ser la seva principal inspiració per la seva música. Dos dels seus fills, Jean-Joseph (1686-1746) i Joseph-Hector (1703-1741), també foren compositors i músics de nota.